# Katarzyna Galica
Katarzyna Galica (ur. 28 sierpnia 1975 w Krakowie) – polska aktorka.

## Życiorys
W 1998 ukończyła studia na PWST Krakowie. W latach 1998–2000 była aktorką w Teatrze Ludowym w Krakowie, a od 2000 jest aktorką Teatru im. Juliusza Słowackiego w Krakowie. W 2008 wzięła udział w IV edycji programu Jak oni śpiewają, w którym zajęła 11. miejsce.

## Filmografia
- 2000–2001: Klinika pod Wyrwigroszem – pielęgniarka
- 2001: Święta wojna – Samanti (odc. 50)
- 2003: Święta wojna – Jola (odc. 130, 148, 149)
- 2003: Show – Karina, uczestniczka programu
- 2003: Kasia i Tomek – Beata (odc. 28)
- 2003–2004: Glina – Patrycja
- 2003–2005: Na Wspólnej – Agata Sadowska
- 2004: Vinci – reporterka City TV
- 2005: Szanse finanse – Paulina (odc. 1, 2, 7)
- 2005–2006: Tango z aniołem – Anka
- 2005–2006: Warto kochać – Marta Miłorzębska
- 2007, 2009: Plebania – Justyna
- 2007: Halo Hans! – Hilda Klopss
- 2008: Niania – pielęgniarka (odc. 103)
- 2008: Na kocią łapę – Basia
- 2008: Jak żyć? – prostytutka
- 2008: Doręczyciel – Grażyna, uczestniczka teleturnieju Wiesz to bierz (odc. 12, 13)
- 2008–2010: Samo życie – Ewa Jaskólska
- 2010: Hotel 52 – Aldona Matuszewska (odc. 12)
- 2011: Wojna żeńsko-męska – matka rodziny polskiej
- 2011:  Układ warszawski – Elwira Maciejewska (odc. 12)
- od 2011: Świat według Kiepskich –
  - 2011: dziewczyna (odc. 372),
  - 2012: aktorka wcielająca się w Danusię i Bogusię (odc. 384),
  - 2012: kobieta (odc. 389, 399, 405),
  - 2013: Anna Kurodupska (odc. 418),
  - 2014: kobieta (odc. 452),
  - 2015: kobieta w maglu (odc. 460),
  - 2015: Danuta (odc. 463),
  - 2015: redaktorka (odc. 472),
  - 2016–2017: dziewczyna (odc. 504, 511)
- 2011–2012: Julia – pacjentka (odc. 17, 35)
- 2012: Wszystkie kobiety Mateusza – Helena Kapka
- 2012–2014: Przyjaciółki – Oliwia
- 2012: Przepis na życie – dyrektorka wydawnictwa (odc. 34)
- 2012: Prawo Agaty – Żaneta Wojciechowska (odc. 12)
- 2012: Ja to mam szczęście! – pani Lidka (odc. 16)
- 2012: Czas honoru – pielęgniarka amerykańska (odc. 53–55)
- 2012: Barwy szczęścia – mediatorka Ewelina Kopacz (odc. 795, 799, 816)
- 2013: To nie koniec świata – Justyna Łyczkowska
- 2014: Sama słodycz – Agata (odc. 1, 5, 12, 13)
- 2015: Ojciec Mateusz – Marta Czarnecka (odc. 163)
- 2015: Nie rób scen – prostytutka Pati (odc. 6)
- 2015: Pierwsza miłość – Kornelia Górska
- 2016: Powiedz tak! – Milena (odc. 6, 7)
- 2016: Na dobre i na złe – Anka Sadkowska (odc. 632)
- 2017: O mnie się nie martw – Anna Zalewska (odc. 70, 71)
- 2017: Lekarze na start – Weronika Bartoszewicz (odc. 26)
- 2017: W rytmie serca – Renata (odc. 13)
- 2018: Blondynka – Wanda (odc. 78)
- 2018: Rodzinka.pl – „Żarówa” (odc. 237)
- 2019: Zakochani po uszy – Marta
- 2020: Czarny młyn – sąsiadka
- 2021: Mecenas Porada – Agata Maślak (odc. 1)